# Katie Hall
Katie Beatrice Hall, nata Green (Mound Bayou, 3 aprile 1938 – Gary, 20 febbraio 2012), è stata una politica statunitense, membro della Camera dei Rappresentanti per lo stato dell'Indiana dal 1982 al 1985.

## Biografia
Dopo gli studi all'Università dell'Indiana, la Hall entrò in politica come esponente del Partito Democratico. Dal 1974 al 1976 fu membro della Camera dei Rappresentanti dell'Indiana e dal 1976 al 1982 servì al Senato di stato dell'Indiana.
Nel 1982 il deputato Adam Benjamin morì improvvisamente e la Hall venne scelta come candidata democratica da mandare alle elezioni speciali per occupare il seggio. La donna sconfisse l'avversario repubblicano e approdò alla Camera dei Rappresentanti nazionale.
Qui, fra le altre cose si occupò di rendere una festività il giorno della nascita di Martin Luther King. Nel 1983 riuscì nel suo scopo quando il Presidente Reagan approvò il Martin Luther King Day
Nel 1984, in occasione delle elezioni successive, la Hall affrontò delle primarie a quattro, ma venne sconfitta per un punto percentuale da Pete Visclosky, che era stato consulente legale del deputato Benjamin.
Nel 1986 la Hall tentò di riprendersi il seggio, ma anche stavolta Visclosky prevalse. Lo stesso avvenne nelle elezioni del 1990.
Dopo aver lasciato il posto da deputata, la Hall ebbe alcuni incarichi politici a livello locale. Nel 2002 lei e sua figlia vennero accusate di frode e la Hall, dichiaratasi colpevole, fu condannata agli arresti domiciliari.
È scomparsa nel 2012 all'età di 73 anni.